# Emery Down

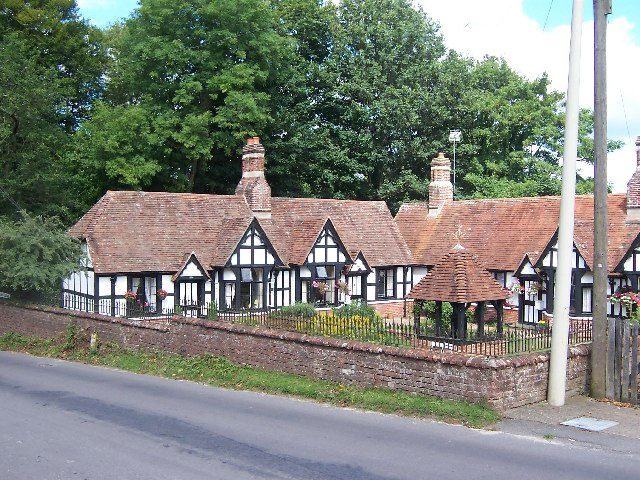
Boultbee Cottages, anciens hospices.

Emery Down est un petit village du parc national New Forest dans le Hampshire, en Angleterre. La ville la plus proche est  Lyndhurst qui se situe approximativement 1,4 milles (2,3 km) au sud-est du village.

## Vue d'ensemble
Le petit village est regroupé autour d'une colline surplombant Swan Green et  Lyndhurst.
Le village a une auberge appelée The New Forest Inn.
Le bureau de poste dans le village n'a plus de téléphone mais sert de centre d'information pour les informations locales de la New Forest, histoire, conseils, échanges de livres et achat de fruits et légumes... Le bureau téléphonique a son propre site web.

## Histoire
Emery Down est enregistré sous le nom d'Emerichdon en 1376 et Emeryesdowne en 1490. La famille "Emmory" est enregistrée ici en 1389. Le nom de famille est d’origine française.
Les maisons des charbonniers et des ouvriers agricoles étaient dans la rue Silver à Emery Down. 
Le célèbre « chasseur de serpents » Brusher Mills de New Forest est né à Emery Down en 1840 et y a vécu au moins jusqu'en 1861.
Un des principaux bienfaiteurs d'Emery Down a été l'Amiral Frederick Moore Boultbee, qui y a vécu entre 1856 et sa mort en 1876.
Boultbee a financé l'église du village, conçue par William Butterfield et construite en 1864. Boultbee vivait avec sa nièce Charlotte dans une chaumière connue sous le nom de The Cottage, c'était une auberge avant le XIXe siècle, le Running Horse.
Après la mort de Charlotte en 1896, c'est devenu le presbytère, et maintenant une maison privée.
Boultbee fut également le bienfaiteur de l'école du village, ouverte en 1865 et agrandie en 1885. L'école a fonctionné jusqu'en 1950. Boultbee a également financé les alms houses, connues sous le nom de Boultbee Cottages, en face de l'école. Conçus par William Butterfield, ils ont été construits en 1871 et occupés par des personnes âgées de la paroisse.
The New Forest Inn, anciennement New Inn, remonte au moins à la première moitié du XIXe siècle. Le capitaine du  Titanic, Edward Smith, a passé sa dernière nuit sur les côtes britanniques au pub avant de prendre la mer sur le navire le lendemain.
Sir Arthur Conan Doyle a séjourné à Emery Down pendant un an à partir de Pâques 1889, alors qu'il effectuait des recherches pour son roman La Compagnie Blanche ((en) The White Company) et se promenait souvent dans le village.